# Basileus

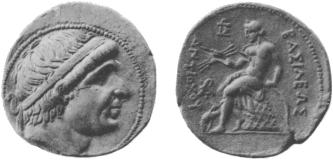
Munt van Antiochus I Soter met inscriptie

Basileus, Oudgrieks: Βασιλεύς, v. βασίλισσα, Basílissa, mv. Βασιλεῖς, is het Griekse woord voor soeverein. Vanaf de klassieke oudheid tot in de nieuwe tijd werden vooral de vorsten die in Griekenland heersten, maar ook daarbuiten, zo genoemd.
Een zilveren munt van Antiochus I Soter, 324 - 2 juni 261 v.Chr., koning van de Seleuciden met op de keerzijde Apollo op een omphalos, heeft in hoofdletters de inscriptie: Βασιλεως Αντιοχου, Basileos Antiochou, van koning Antiochus.

## Etymologie
De etymologie van het woord Basileus is onduidelijk. De meeste taalkundigen veronderstellen dat het geen Grieks woord is, maar in de Griekse bronstijd uit een van de talen is overgenomen, die toen in het oostelijk gebied om de Middellandse Zee werden gesproken.
Basileus kwam al op Lineair B-tabletten voor, die in verscheidene Myceense paleisarchieven werden ontdekt. Zij dateren uit de 13e of vroege 12e eeuw v.Christus. Het was toen qa-si-re-u of gwasileus. Qa-si-re-u was oorspronkelijk de naam voor hoge ambtenaren of edelen, die vermoedelijke beheerders waren in de individuele districten van de Myceense staten. De precieze functie en positie van een qa-si-re-u is onduidelijk en betwist. De betekenis ontwikkelde zich later verder tot koning, zoals het reeds in de werken van Homerus voorkomt.
De vrouwelijke tegenhanger was βασίλισσα, Basílissa, koningin, en betekende, zoals voor Cleopatra VII, regerende koningin.

## Oude Griekenland
Het koningschap was aan het einde van de klassieke periode, in de 6e eeuw v.Chr., in de meeste Griekse staten verdwenen, behalve in Sparta en Epirus, waar men een diarchie kende. De titel 'basileus' bleef soms in gebruik om een magistraat aan te duiden, die een functie uitoefende die vroeger aan de koning waren voorbehouden.
Vanaf de hellenistische periode kende de titel van 'basileus' een heropleving onder de diadochen die met hun koningstitel trachtten hun grote voorbeeld Alexander de Grote na te streven.
'Basileus' was later ook de titel van de Byzantijnse keizer.